# Мігель Анхель Санчес Муньйос
Мігель Анхель Санчес Муньйос (ісп. Miguel Ángel Sánchez Muñoz, нар. 30 жовтня 1975, Мадрид), відомий як Мічел (ісп. Míchel) — іспанський футболіст, що грав на позиції півзахисника.
По завершенні ігрової кар'єри — тренер. З 2021 року очолює тренерський штаб «Жирони».

## Клубна кар'єра
У дорослому футболі дебютував 1993 року виступами за «Райо Вальєкано», в якому провів десять сезонів, взявши участь у 186 матчах чемпіонату. Команда протягом цього періоду балансувала між найвищим і другим іспанськими дивізіонами. Гравцем її основного складу Мічел став у сезоні 1998/99, який вона проводила у Сегунді. До того, протягом частини 1997 року встиг також програти в оренді за «Альмерію».
2003 року «Райо» учергове вибув до Сегунди, утім Мічел обрав за краще продовжити виступи в еліті й перейшов до команди «Реал Мурсія», яка, щоправда, вже за рік також втратила місце в Ла-Лізі, тож сезон 2004/05 починав у її складі у другому дивізіоні. Другу половину сезону провів в оренді у вищоліговій «Малазі», в якій, утім не закріпився.
На початку 2006 року залишив «Мурсію» і повернувся до «Райо Вальєкано», на той час вже представника третього дивізіону. У рідній команді знову став важливою фігурою у центрі поля і двічі, у 2008 і 2011 роках допомагав здобувати підвищення в класі, тож сезон 2011/12, який став для нього останнім у кар'єрі, Мічел провів у найвищому іспанському дивізіоні.

## Виступи за збірну
1995 року залучався до складу юнацької збірної Іспанії (U-20). Був учасником тогорічної молодіжної першості світу.

## Кар'єра тренера
Завершивши ігрову кар'єру 2012 року, залишився в системі «Райо Вальєкано», очоливши його молодіжну команду. У лютому 2017 року змінив Рубена Бараху на посаді головного тренера основної команди клубу. За результатами першого повного сезону роботи з командою привів її до перемоги у Сегунді 2017/18 і, відповідно, вивів до Ла-Ліги.
Був звільнений із «Райо» у березні 2019, а влітку того ж року очолив «Уеску», що сама втратила місце у Ла-Лізі. Із першої ж спроби за результатами сезону 2019/20 і з цією командою виграв Сегунду, вигравши також Приз Мігеля Муньйоса найкращому тренеру другого дивізіону. Однак у Ла-Лізі знову мав проблеми з набранням очок і в січні був звільнений з «Уески», залишивши команду на останньому місці турнірної таблиці.
9 липня 2021 року був призначений головним тренером «Жирони». За результатами сезону 2021/22 «Жирона» посіла шосте місце в Сегунді, утім згодом добре провела мінітурнір плей-оф і пробилася до Ла-Ліги. Таким чином Мічел здобув підвищення в класі до найвищого дивізіону у перший же сезон роботи зі своєю третьою командою.
31 травня 2023 року «Жирона» оголосила про продовження контракту Мігеля до 2026 року. 
27 вересня 2023 року «Жирона» вперше у своїй історії стала лідером Першого дивізіону Іспанії. 
4 травня 2024 року «Жирона» кваліфікувався до Ліги чемпіонів - клуб вперше зіграє в єврокубках.

## Титули і досягнення

### Як тренера
- Приз Мігеля Муньйоса (Сегунда): 2019/20